# Мечеть Садарак
Мечеть Садарак (азерб. Sədərək məscidi) — мечеть в поселке Локбатан, Карадагского района города Баку, на территории торгового центра Садарак.

## История
Мечеть была построена в 2007 году. Служит молельным домом в основном для многочисленных работников самого торгового центра, являющегося одним из крупнейших на Кавказе.

## Описание и Архитектура

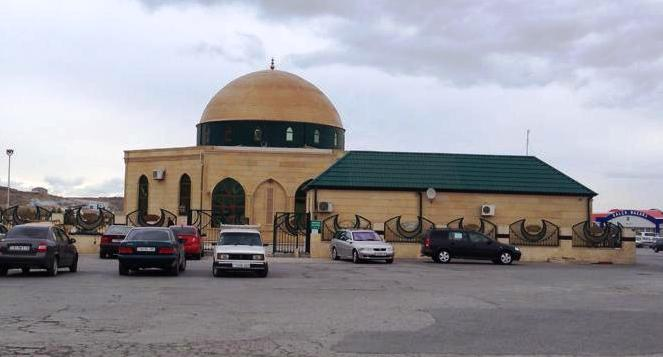
Вид на мечеть с торгового центра

Мечеть двухэтажная, современной восьмиугольной формы, с большим шарообразным куполом. Минарет отсутствует. На втором этаже, по всему периметру купола установлено 14 окон.
На прилегающей к мечети территории, входящей в основной комплекс, находится второстепенное строение прямоугольной формы с черепичной крышей, где молящиеся совершают ритуал омовения.
Сама мечеть, вместе с прилегающей территорией, окружена забором, двухметровой высоты, каменно - железной постройки. Минбар (трибуна) и михраб мечети изготовлены из дерева и украшены ручными узорами.